# Viatxeslav Kondràtiev
Viatxeslav Leonídovitx Kondràtiev (rus: Вячесла́в Леони́дович Кондра́тьев) (Poltava, 30 d'octubre de 1920 – Moscou, 24 de setembre de 1993) fou un escriptor, poeta, prosista i artista gràfic rus.

## Biografia
Va néixer el 30 d'octubre de 1920 a Poltava, en la família d'un enginyer ferroviari. El 1922, la família es va traslladar a Moscou. Des del primer curs de l'Institut d'Arquitectura de Moscou el 1939, va ser reclutat a l'Exèrcit Roig. Va servir a les tropes ferroviàries de l'Extrem Orient. El desembre de 1941 va ser enviat al front amb la 132a Brigada d'Infanteria. L'abril de 1942 li van concedir la Medalla al Valor. Posteriorment va patir ferides i després de la convalescència va ser traslladat de nou a l'exèrcit ferroviari. No obstant això, va tornar a patir ferides, aquesta vegada encara més greus. Va passar sis mesos a l'hospital en tractament i fou llicenciat per discapacitat. El 1985 se li va atorgar l'Orde de la Guerra Patriòtica de primer grau.
Es va graduar a l'Institut Poligràfic de Moscou el 1958. Durant molt de temps va treballar com a artista gràfic. Escrivia des de principis dels anys cinquanta, però només va publicar quan ja tenia 59 anys. El primer povest - "Saixka", rus: Сашка - es va publicar el febrer de 1979 a la revista Drujba naródov. El 1980, la revista Znàmia va publicar la història "El dia de la victòria a Txernov", rus: День Победы в Чернове, i els povesti "Les carreteres de Borka", rus: Борькины пути-дороги i "Vacances per ferides", rus: Отпуск по ранению.
L'escriptor va viure a Moscou. Va ser membre de la Unió d'Escriptors Soviètics (1980); va ser elegit membre de la junta (1986-1991) i copresident (el 1993); fou membre del PEN Club Internacional de Rússia des del maig de 1993 president de la Casa Rostov.
El 23 de setembre de 1993 es va suïcidar a Moscou i va ser enterrat al cementiri de Kúntsevo de la ciutat.
La pel·lícula de 2019 1942: La gran ofensiva està basada en una obra seva.